# 国鉄キハ60系気動車
キハ60系気動車（キハ60けいきどうしゃ）は、日本国有鉄道（国鉄）が1960年（昭和35年）に製造した大出力ディーゼルエンジン搭載の試作気動車である。目的上は急行列車用であった。
キハ55系をベースに300 PSの高出力エンジンを搭載し、エンジン以外にも液体変速機や台車・車体などに数多くの新機軸が盛り込まれた。量産化には至らず、機関交換後は55系の扱いとなった。

## 開発の経緯
キハ60系の開発は、それ以前の国鉄気動車用の標準エンジンであったDMH17系エンジン（150 - 180 PS）の非力さの対策が求められたこと、日本国外のディーゼル動車で大出力エンジン1基を積む方式が存在していたことも背景にあった。

### DMH17系エンジン
DMH17系エンジンは、国鉄の気動車用標準形ディーゼルエンジンの1つで、排気量17リットル、水冷・直列（または水平直列）8気筒・OHV・自然吸気・副燃焼室（予燃焼室または渦流室）式ディーゼルエンジンである。
第二次世界大戦前、鉄道省時代の1935年（昭和10年）に、鉄道省の要請により新潟鐵工所・池貝製作所（現・株式会社池貝、株式会社池貝ディーゼル）・三菱重工業の3社が競作した150 PS級エンジンがDMH17形の原型である。その実績に基づき、鉄道省では戦時中の1942年（昭和17年）までにDMH17の原設計を完成していた。戦中・戦後の中断をはさみ1951年（昭和26年）から量産に移された。
国鉄にとって初の量産型高速ディーゼル機関となったため、冒険を避け余裕を持たせた設計に腐心しており、重量や排気量の大きさの割に出力が低いという欠点が早くから明らかであったが、その性能の安定性故に重用された。フリークエンシー向上・無煙化・高速化など、1950年代後半からの気動車の普及は地方国鉄線区の輸送改善に大きく寄与したが、DMH17系エンジンの信頼性が大きな支えとなっていた。
DMH17とは国鉄式の呼称で、"D"iesel "M"otor "8気筒"（アルファベットで8番目はH）"17"リットルの意。改良を受けた順にサフィックスとしてA・B・Cが付加される。また、「横形」といわれる、シリンダーを水平配置としたものには、サフィックスの前にH（Horizontal <水平の> の意）が付加される。この他、過給機（スーパーチャージャー）付きモデルはサフィックスの前にSが、中間冷却機（インタークーラー）付きモデルはサフィックスの前にZが付加されるが、国鉄向けとしては過給器・中間冷却器付きモデルは存在しなかった。
燃焼室・噴射ポンプ・噴射ノズル・噴射特性により各タイプに分類される。さらに1960年からは横形（水平シリンダ型）が加わり、以降の主流となった。1951年から1969年（昭和44年）までの長きにわたり、国鉄一般形気動車はもとより、特急形を含むすべての量産形式に搭載された他、特急形気動車のサービス電源（発電セット）用としても採用された。その後も私鉄においては1977年（昭和52年）まで新規製造による採用が続き、21世紀に入ってからもなお少数が旧型気動車に使用されている。

### DMH17系の低出力問題
DMH17系機関の低出力という欠点は、気動車を急勾配路線で運行する際に顕著で、1エンジン気動車は登坂性能で蒸気機関車牽引列車に劣るケースも見られた。DMH17形に代わる強力なエンジンもなく、編成出力の増強策として1両にエンジンを2基搭載する方法が採られ、その後の標準となった。
1954年（昭和29年）に2エンジン試作車としてキハ44600形（後のキハ50形）が落成。大柄な直列8気筒のDMH17B形と、その補器を2組分搭載するには床下スペースが不足し、苦肉の策として、台車中心間距離を標準より2 m長い15.7 mとすることで搭載スペースを確保した。しかし、これにより多くの路線で分岐器や曲線通過に支障を来すこととなり、やむなくキハ44600形は線区限定運用とされ、気動車本来の弾力的な運用は諦めざるを得なかった。
このため、これを教訓として1955年（昭和30年）から造られた改良型のキハ44700形（後のキハ51形）では、床下機器の寸法と配置を見直し、台車中心間距離を14.3 mまで縮小することで、運用の問題を解消している。これで一応は出力が確保され、必要な性能は実現されたことになり、以後特急形までこの方法を踏襲することとなった。
とはいえ2エンジン車は問題点も抱えており、出力や駆動力は1エンジン車の倍になるが、エンジン・変速機・逆転機も2組ずつ必要となり、製造・保守のコストも倍になってしまう。また排気マニホールドの過熱防止のため、主幹制御器の「5ノッチ」段による全出力運転時間は短時間に限られたことや耐久性の面で過給器を装備できないことなどから、これ以上の性能向上に対する余力に乏しいことは明らかであった。
この点を最も痛感していたのは国鉄自身であり、そのため、DMH17系機関の性能向上を諦め、早くからDMF31系の気動車転用試験が行われることになった。

### DMF31系エンジン
鉄道省は、1937年にキハ43000形電気式気動車を試作した。この際、島秀雄を中心とする鉄道省の技術者の主導により、国内のエンジンメーカー3社によって専用に競作開発されたのが、出力240 PSの「DMF31H形」と総称されるディーゼルエンジンである。
排気量31リットルの直列6気筒機関であるが、1気筒あたりの排気量はDMH17形の優に2倍以上という巨大なエンジンで、シリンダーを垂直に立てると気動車の床下に収まらなかった。やむなく水平に寝かせるレイアウトとなり、水平シリンダーを意味する「H」の1字が機関形式の末尾に付いた。結果は惨憺たるもので、クランクシャフト折損などの致命的な故障が多発した。設計や工作技術が未熟であった故とみられる。
当時すでに日本は日中戦争で相当に国力を疲弊させ、石油燃料の不足が問題になっていた上、1941年（昭和16年）に太平洋戦争が勃発し、根本的な改良を行う余地はなくなってしまう。さらに、キハ43000形そのものが空襲で失われてしまった。
戦後になって、このDMF31系機関の設計をディーゼル機関車のエンジンに再利用する動きが持ち上がった。シリンダーを垂直化されるなど大幅な刷新を受け、過給機の搭載で370 PSを発生するに至ったDMF31S形エンジンは、標準型の量産制式エンジンとして、1957年に開発された入換用機関車DD13形に搭載され良好な成績を収めた。
DMF31S形はのちに強化形のDMF31SB形に発展し、500 PSにまで出力向上した。またこの設計を元に2倍のV型12気筒としたDML61S系エンジンは、のちインタークーラーの付加で1,100 PS - 1.350 PSの出力を発生するに至り、DD51形や、DE10形といった液体式ディーゼル機関車のエンジンとして、一定の成功を収めている。
かように好調なDMF31S形エンジンを、気動車用に活用することが考えられた。ただし垂直シリンダー形では気動車の床下搭載は不可能で、当然ながら再度水平シリンダーに設計変更された。過給器装備はそのまま、チューニングを変更して出力400 PSとした。これがDMF31HSA形エンジンである。
キハ60系気動車は、このDMF31HSA形エンジン (400 PS / 1,300 rpm) を1基搭載する車両として、1959年末から試作され、1960年初頭に完成した。

## キハ60系の挫折
完成したキハ60系は早速テストに供されたが、試験運転してみると、水平シリンダーの大排気量エンジンは必ずしも好調ではなかった。水平シリンダーは、垂直シリンダーに比して潤滑が難しかったのである。更に、一気筒当りの排気量が気動車用には大き過ぎたのも、新エンジン開発の足枷となった。
また肝心の大出力対応型変速機は、適切に作動させることができなかった。ことに直結の低速段・高速段間の切り替えは、トルクコンバータの滑りを利用できないため回転差のショックが激しく、ついにこれを克服し得なかった。
当時は電子制御技術以前の時代で、コントロールはエンジン・変速機とも機械式ガバナーに頼るほかなかったが、いずれも細やかな制御は不可能だった。当時の日本の技術水準では、大排気量エンジンと直結2段変速機をスムーズかつ緻密に同調させることができなかったのである。
同系列の機器はDMH機関と通常型の変速機に載せ替えられ、外吊り式客用扉も通常の引戸に改造されキハ55系と大差ない体裁となった。また、キロ60では冷房試験を行う予定だったが、エンジンのトラブルにより冷房試験は中止となった。
3両とも準急・急行列車や久留里線での普通列車運用を経て1978年までに廃車された。保存された車両はない。
しかし、ディスクブレーキ装備の空気ばね台車だけは、のちにキハ80系特急形気動車に採用され、高速域からの優れた制動能力を発揮して所期の成果を挙げた。また、2軸駆動についても横はりをなくした台車がキハ90系で試作されキハ90系・181系やキハ65に採用され、さらに軽量化したボルスタレス台車が国鉄末期に開発され現在の主流となっている。

## キハ60系の特徴
当時における次世代の大出力気動車であり、最高速度は110 km/hを計画していた。これは在来形気動車の最高速度95 km/hを大きく上回るもので、当時国鉄最速であった151系電車と同等である。

### 車体
車体外観はキハ55系（キハ55形・キロ25形）に酷似しているが、キハ・キロとも外吊り式の客用扉を採用しているのが大きな特徴である。水平機関を用いるため、床面の点検蓋は廃止された。床構造はキハ60 1は木根太を使用した二重構造、キロ60とキハ60 2はそれぞれ方式の異なる浮床構造を採用して防振・防音を図っている。

### 主要機器
エンジンはDMF31エンジンをベースに横型シリンダとしたDMF31HSA（400 PS）を1基搭載した。液体変速機は新たに開発した充排油式のDW1で、直結段を従来の1段から2段に増やして駆動効率の改善を図っている。
また騒音低減のため吸音材を裏張りしたエンジンカバーや大型の消音器を装備した他、機関冷却水放熱装置の冷却ファンも騒音対策をしたものとした。
その他、熱がこもるのを防ぐため、カバー直上、車体裾部部分に三角形の空気取入口を運転席側にのみ設けた。エンジンカバーは試運転の際に取り外されることがあり、定期列車投入時には常時取り外されたままとなったが、空気取入口はそのままとなっていた。
台車はDT22系をベースにディスクブレーキに変更したもので、キハ60形にはコイルばね台車のDT25（駆動台車）・TR61（付随台車）、キロ60形では空気ばね台車のDT25A（駆動台車）・TR61A（付随台車）が搭載された。駆動台車は大出力に対応するため2軸駆動となった。また高速運転に備え、ブレーキは空気制御の油圧ブレーキが試験採用された。

## 形式

### キハ60形
1960年に1・2の2両が製造された三等車（すぐに2等級制移行で二等車となる）。1は東急車輛製造、2は帝國車輛工業で製造された。片運転台で、外観は同時期のキハ55形に酷似しているが、外吊り式客用扉で見分けられる。内装は80系電車クハ86形やのちの50系客車のようにデッキ部に出入口を配したトイレはあるが洗面所がなく、客用扉は連結面側に寄っている。運転台は助士席側スペースを拡大して固定式の座席を設置。これにより車体側面は左右対称となった。車内の座席は通常の固定クロスシートであるが、便所横の通常洗面所がある位置にも座席を配置したことから定員はキハ55形より多い88人となった。
台車は標準型のDT22形に類似したコイルばね式の2軸駆動台車DT25形（付随台車はTR61形）である。気動車においてギアドライブ式の本格的な2軸駆動台車を採用した先例は、留萠鉄道キハ1000形（1955年製、のち茨城交通に転じて廃車）などがあるが、国鉄では最初の試みであった。
2両とも久留里線で運用された。

### キロ60形
1960年、キハ60形と同時に1両のみ新潟鐵工所で製造された二等車（すぐに2等級制移行で一等車となる）。片運転台で、外観は狭窓が並び、同時期のキロ25形に酷似しているが、外吊り式客用扉で見分けられる。運転席助士席側スペースには仕切りと引き戸が設けられ完全に閉め切れる構造とした他、デッキを客室側に開く開き戸とした。また、防音対策のため車体内張には吸音材を裏張りしたものを、天井板には小さな穴を開けたものに吸音材を裏張りしたものを採用した。また、試運転時は外部からの騒音遮断のため窓の外側に窓をネジ止めした二重窓としたが、窓を開けて外気の取り入れができないことから営業運転開始前に取り外された。
内装はトイレ・洗面所を備え、車内の座席もキロ25形同等の回転クロスシートである。
台車は国鉄の気動車用としては初めての空気ばね台車となったDT25A（付随台車はTR61A）が搭載された。DT25の枕ばねのみをベローズ式空気ばねとしたタイプである。

## 改造工事

### DMH17Hエンジンへの換装
キハ60系における大出力エンジンと直結2段変速機は試験期間中より不調が続いており、1962年よりエンジンをキハ58系などと同じDMH17H形 (180 PS / 1,500 rpm) 1基、液体変速機を1軸駆動のDF115またはTC2Aに換装する工事が行われた。
キロ60形は一等車が不足気味だったことから1962年（昭和37年）に改造された。キハ60形は予備車として房総地区各線で海水浴シーズンに付随車代用で使用されたが、キハ60 1の2軸駆動の軸受が固着して走行不能になるトラブルが発生し、1965年（昭和40年）にキハ60 1・2の2両ともDMH17H形1基搭載に改造された。
ボギー台車の2本の車軸は様々な条件から必ずしも同じ回転をしているわけではなく、これをギアドライブで結んでしまうと、ギアドライブに大きな負荷がかかってしまう。国鉄でもそれは想定されており、1には歪み計が設置されてギアドライブに掛かる負担を監視していたが、それらを受ける軸受の部分に負担がかかるのは想定外であった。また、台車の横はりを避けるようにギアドライブを設けたことにより無理をした配置となっていて、構造的な部分や強度不足などにより固着してしまった。
DMH17Hへの換装改造後もキロ25形やキハ26形に編入されることはなく、形式は廃車まで大出力エンジン搭載車を表す「60」のままであった。

### キロ60形の格下げ（キハ60 101）
キロ60形はキロ25形と同じく座席にリクライニング機能がなく冷房化の対象から外れたため、1968年（昭和43年）に新小岩車両所で二等車に格下げされてキハ60 101に改番された。

### 外吊り扉の戸袋式化
キハ60系で試用された外吊り扉は優等列車よりも通勤・近郊輸送に適するとされ、1962年に登場した通勤用気動車キハ35系で本格採用された。キハ60系では試験終了により一般的な戸袋式に改造されることになった。